# Arthur Aston
Arthur Aston (ur. 1590, zm. 1649) – angielski dowódca wojskowy, najemnik. Znany z walki po stronie króla Karola I podczas angielskiej wojny domowej, oraz owianych ludową legendą okoliczności makabrycznej śmierci.

## Początki kariery w kontynentalnej Europie
Pochodził z prominentnej katolickiej rodziny z hrabstwa Cheshire. Ojciec Arthura Astona był żołnierzem zawodowym służącym w Rosji w drugiej dekadzie XVII w. Będąc katolikiem znalazł uznanie w oczach polskiego króla Zygmunta III. Arthur Aston senior zgodził się zebrać 2000 brytyjskich najemników dla polskiej korony, która w 1621 r. walczyła z Turcją. Pomimo tego, iż większość najemników przerzucanych do Polski została zawrócona przez protestancką Danię w Cieśninie Duńskiej, w 1621 r. kapitanowi Arthurowi Astonowi Juniorowi udało się wylądować w sile 300 brytyjskich i irlandzkich żołnierzy. Oddziały te w późniejszym czasie sformowały straż królewską. W 1627 r. Aston został awansowany na stopień majora.
Po rozejmie w Altmarku w 1629 r. Aston opuścił Polskę by rozpocząć służbę u Gustawa Adolfa. W 1631 r. dostał rozkaz przeniesienia swego regimentu do Anglii. Jego jednostki zostały przetransportowane do Brytanii w 1632 r. Walcząc na drugim, niemieckim froncie nigdy nie zdołały osiągnąć sławy jednostek szkockich, takich jak np. regiment Mackaya. Ponadto ich wartość bojowa, głównie z powodu chorób, mocno zmalała. Dlatego też do 1634 r. Aston uzupełniając szeregi rekrutował spośród Niemców.

## Dalsze losy podczas rewolucji angielskiej
W 1640 r. powrócił do Brytanii i podczas II wojny biskupiej objął regiment króla Karola. Ze względu na kwestię wyznania dotykały go trudności ze strony licznych oponentów – ostatecznie został zmuszony do rezygnacji. Pomimo to, za swoją służbę otrzymał tytuł szlachecki. W 1642 r., gdy wybuchła angielska wojna domowa, początkowo Karol I odrzucił jego usługi, lecz zmienił zdanie pod wpływem księcia Ruperta Reńskiego, uprzedzając tym samym siły Parlamentu. Aston został generałem-pułkownikiem Dragonów i służył w tym charakterze do czasu bitwy pod Edgehill.
Gdy Karol I zajął Oksford i uczynił na czas wojny stolicą, Aston został dowódcą placówki Reading. Ze względu na swe autorytarne rządy szybko stał się postacią powszechnie nielubianą. Podczas oblężenia miasta został ranny. Siły Parlamentu pod wodzą Robert Devereux zajęły miasto. Wymieniony, został następnie Sierżantem-Majorem Konnicy Głównej księcia Ruperta i walczył w Bitwie pod Newbury.
W końcu 1643 r. został Gubernatorem Oksfordu. Ponownie stał się obiektem powszechnej niechęci, do czasu gdy we wrześniu 1644 r. w rezultacie upadku z konia stracił nogę, w którą wdała się gangrena, i został zdymisjonowany. Otrzymał od króla olbrzymi żołd i nie służył do końca I angielskiej wojny domowej.
W 1648 r. dołączył do Hrabiego Ormonde, świeżo mianowanego Głównodowodzącym Irlandzkich Konfederatów oraz sił rojalistów w Irlandii. Aston został Gubernatorem strategicznego portu, Drogheda. W 1649 r., miasto zaatakowały wojska Olivera Cromwella. Oblężenie Drogheda zakończył jeden z najokrutniejszych w wojnie trzech królestw epizod. Zwycięzcy dokonali masakry obrońców miasta, a Astona zatłuczono jego własną drewnianą nogą, w której żołnierze purytańscy na próżno szukali złotych monet.